# Линг, Ричард
Ричард Эдмунд Линг (англ. Richard Edmund Lyng; 29 июня 1918 — 1 февраля 2003) — американский политик, министр сельского хозяйства США (1986—1989).

## Биография
Ричард родился 29 июня 1918 года в Сан-Франциско (Калифорния), в семье Эдмунда Джона Линга и Сары Макграт Линг. Окончил Университет Нотр-Дам. Служил в армии США во время Второй мировой войны.
25 июня 1944 года Линг женился на Бетил Болл. У пары родилось две дочери: Жаннетт и Мэрилин. Бетил Линг умерла в 2000 году.
В середине 1950-х годов Линг занялся бизнесом отца и в итоге стал президентом Ed. J. Lyng Co., компании по переработке семян и бобов. В 1973 году Линг стал президентом Американского института мяса, где проработал до 1979 года. В 1980 году его назначили заместителем министра сельского хозяйства. В 1986 году получил должность министра сельского хозяйства в кабинете Рейгана, пробыв им до 1989 года.
Линг умер 1 февраля 2003 года от осложнений болезни Паркинсона в Модесто (Калифорния).